# Садовий (Чистоозерний район)
Садовий (рос. Садовый) — селище у Чистоозерному районі Новосибірської області Російської Федерації.
Входить до складу муніципального утворення Барабо-Юдінська сільрада. Населення становить 0 осіб (2010).

## Історія
Згідно із законом від 2 червня 2004 року органом місцевого самоврядування є Барабо-Юдінська сільрада.

## Населення
| 2002 | 2007 | 2010 |
| ---- | ---- | ---- |
| 16   | ↘7   | ↘0   |